# Micromya indica
Micromya indica är en tvåvingeart som först beskrevs av Mani 1937.  Micromya indica ingår i släktet Micromya och familjen gallmyggor. Inga underarter finns listade i Catalogue of Life.